# 卫矛目
卫矛目（学名：Celastrales）是有花植物的一类，属于真双子叶植物，多為木本植物，也有木質藤本、草本。葉的特徵為單葉互生或對生，多數花為雙性，下位到周位。雄蕊的排列與花瓣互生。子房每室有1-2胚珠。

## 分類
依照APG III分类法，包括两个科：
- 卫矛科 Celastraceae
- 洋酢浆草科 Lepidobotryaceae

根据旧有的克朗奎斯特分类法，卫矛目是一个大目，包括12个科：卫矛科（55屬，850種）、四棱果科、翅子藤科（21屬，400種）、木根草科、刺茉莉科、苦皮树科、冬青科、茶茱萸科、鳞枝树科、心翼果科、棒果木科、毒鼠子科。